# 川滇山萮菜
川滇山萮菜（学名：Eutrema himalaicum）为十字花科山萮菜属下的一个种。